# Ґурсько (Великопольське воєводство)
Ґурсько (пол. Górsko) — село в Польщі, у гміні Пшемент Вольштинського повіту Великопольського воєводства.
Населення — 232 особи (2011).
У 1975-1998 роках село належало до Лешненського воєводства.

## Демографія
Демографічна структура станом на 31 березня 2011 року:
|          | Загалом | Допрацездатний вік | Працездатний вік | Постпрацездатний вік |
| -------- | ------- | ------------------ | ---------------- | -------------------- |
| Чоловіки | 113     | 22                 | 84               | 7                    |
| Жінки    | 119     | 30                 | 72               | 17                   |
| Разом    | 232     | 52                 | 156              | 24                   |